# 아델 노이하우저
아델 노이하우저(Adele Neuhauser, 1959년 1월 17일 ~ )는 오스트리아의 배우이다.